# The Symphony Sessions
The Symphony Sessions è un album del gruppo vocale statunitense The Manhattan Transfer pubblicato nel 2006 dalla King Records per il mercato giapponese e dalla Rhino Records per quello americano.

## Il disco
Come il precedente An Acapella Christmas, il disco fu prodotto per il mercato giapponese e poi uscì negli Stati Uniti nell'ottobre dello stesso per la Rhino Records.
L'album contiene 11 brani del repertorio dei Manhattan Transfer reinterpretati dal gruppo accompagnato da una orchestra sinfonica ceca diretta da Corey Allen e, in alcuni brani, da una sezione di fiati statunitense. Il disco contiene anche un brano prima mai inciso dal quartetto vocale: A Portrait of Ella è un omaggio a Ella Fitzgerald in chiave vocalese tratto da una più lunga composizione di Billy Strayhorn interpretata dalla grande cantante nel 1957 per il suo Ella Fitzgerald Sings the Duke Ellington Songbook.

## Tracce
1. Route 66 - (Bobby Troup) - 3:31
2. Candy - (Alex Kramer, Mack David, Joan Whitney) - 3:20
3. Embraceable You - (Ira Gershwin, George Gershwin) - 4:14
4. That's the Way It Goes - (Raoul Cita, George Goldner, D. Parker) - 2:41
5. A Nightingale Sang in Berkeley Square - (Manning Sherwin, Eric Maschwitz) - 5:25
6. Because You Are All Heart (Movement 2: A Portrait of Ella) - (Alan Paul, Billy Strayhorn) - 5:01
7. To You - (Jon Hendricks, Thad Jones) - 3:44
8. Vibrate - (Rufus Wainwright) - 4:30
9. Clouds (Nuages) - (Jon Hendricks, Django Reinhardt) - 6:47
10. The Quietude - (Chuck Jonkey, Alan Paul) - 6:55
11. The Offbeat of Avenues - (Cheryl Bentyne, Don Freeman, Ian Prince) - 4:24
12. Birdland - (Jon Hendricks, Joe Zawinul) - 6:11

## Formazione
- The Manhattan Transfer - voce
  - Cheryl Bentyne
  - Tim Hauser
  - Alan Paul
  - Janis Siegel
- The City of Prague Symphony Orchestra
- Corey Allen - direzione
- Dave Glasser, Clifford Lyons, Andy Snitzer, Roger Rosenberg, Scott Kreitzer - sassofono
- Dave Stahl, Robert Millikan, Scott Wendholt, Jim Hynes - tromba
- Michael Boschen, Randy Andos, Birch Johnson - trombone
- Yaron Gershovsky - pianoforte
- Steve Hass - batteria

## Edizioni
- 2006 – CD, King Records KICJ 505, Giappone
- 2006 – CD, Rhino Records WEA 74740, Stati Uniti